# رحیم ارباب
رحیم ارباب (زادهٔ ۱۲۵۹ در چرمهین - درگذشتهٔ ۱۹ آذر ۱۳۵۵ در اصفهان) معروف به حاج آقا رحیم ارباب، فقیه و مجتهد شیعه و عارف اهل اصفهان بود. او فرزند علی پناه (مشهور به ارباب حاج آقا فرزند ملا عبدالله شیرانی) بود. وی در کسوت روحانیت بود ولی به رسم ایشان عمامه نگذاشت و همیشه با پیروی از استادش میرزا جهانگیرخان قشقایی کلاه پوستی بر سر می‌گذاشت. گفتنی است که او فقط هنگام نماز به رسم نیاکانش عمامه‌ای کوچک به سر می‌گذاشت. همچنین او معتقد به وجوب تعیینی نماز جمعه بود و حتی در خانه اش نماز جمعه اصفهان را برپا می‌کرد.

## زندگی

آرامگاه حاج آقا رحیم ارباب

رحیم ارباب در سال ۱۲۵۹ خورشیدی در چرمهین از توابع شهرستان لنجان استان اصفهان به دنیا آمد. خاندان آقا رحیم ارباب از بزرگان دهقان‌ها و بزرگان چرمهین و بسیار توانگر بودند و بدین سبب به لقب ارباب خوانده می‌شود. خانواده آقا رحیم افرادی باسواد، اهل شعر و ادب و تاریخ بودند. پدر آقا رحیم شعر می‌سرود و تخلص «لنگر» داشت و سال‌ها با شاعران عمان سامانی و دهقان سامانی و ملا محمد همامی و دیگر شعرای معاصرش نشست‌های ادبی داشت. آقا رحیم نیز بیش تر اشعار فارسی حافظ و مولانا و شعرای عرب را که از برداشت، از کودکی خود و با شنیدن از پدر و عمویش بوده‌است. آقا رحیم ارباب بزرگ‌ترین فرزند خانواده بود. وی دو برادر کوچکتر و یک خواهر داشت. یکی از برادرانش، عبدالله ارباب (۱۲۹۸–۱۳۷۹ هـ ق) استاد بزرگ خط نسخ بود و قرآن و کتاب‌های دعا را با این خط می‌نوشت. برادر دیگرش، حاج عبدالعلی ارباب (۱۳۰۴–۱۳۸۴ هـ ق)، مردی باسواد و با کمالات، که مخارج خانواده به همت وی تأمین می‌شد. هر دو برادر آقا رحیم پیش از او درگذشتند. پدر و عمویش (ارباب حاج حسن) از ستم بختیاری‌ها از چرمهین گریخته و برای دادخواهی به اصفهان آمدند؛ اما به ناچار برای همیشه در اصفهان ـ در محله باغ همایون (باغ تختی امروزی) ماندگار شدند. محل زندگی آن‌ها چهار خانه تو در تو بود که چهار سوی این خانه اتاق‌هایی وجود داشت و هشت خانوار که حدود شصت نفر بودند در صلح و صفا و آرامش می‌زیستند.»بنای مقبرهٔ این عالم بزرگ در تخت فولاد اصفهان واقع است که توسط یکی از معماران برجستهٔ اصفهانی به نام دکتر احمد امین پور طراحی شده‌است؛ که امروزه این بنا به عنوان یکی از شاخص‌ترین مقبره‌ها در تخت فولاد شناخته می‌شود.

## درگذشت

آرامگاه حاج آقا رحیم ارباب

حاج آقا رحیم ارباب سه سال پایانی عمر خود را به علت کوتاهی یک پرستار پس از عمل جراحی چشمانش، نابینا بود. وی به تاریخ ۱۸ ذی‌الحجه ۱۳۹۶ هجری قمری برابر با ۱۹ آذر ۱۳۵۵ خورشیدی و در روز عید غدیر درگذشت. آرامگاه او در گورستان تخت فولاد اصفهان حوالی تکیه ملک در گلستان شهدا می‌باشد.

## نماز جمعه
سید محمد جواد غروی در کتاب مبانی حقوق در اسلام چنین می‌نویسد:
«ایشان نماز جمعه را در منزل اقامه می‌کردند تا این که در سال ۱۳۱۴ شمسی به درخواست من به دلیل افزایش جمعیت نماز جمعه به مسجد تکیه گرگ یراقها و سپس به مسجد جامع منتقل شد. چهار نماز جمعه در این مسجد اقامه شد و در این ایام بود که حاج شیخ اسماعیل پشمی وفات یافت و مخالفین نماز جمعه هفتمین روز را که پنج شنبه بود به جمعه انداخته و برای رفتن به تخت پولاد در آن جا اجتماع کردند و اقامه نماز جمعه غیرممکن بود و مرحوم ارباب نماز جمعه را در مسجد رکن الدوله اقامه نمودند و بعد از آن نماز جمعه تعطیل شد. پس از آن مرحوم شیخ حسین علی صدیقین مرحوم ارباب را به مسجد درکوشک دعوت کرد. مدتی بدین منوال سپری گشت تا این که امام جمعه‌ای که مخالفان از شاه خواسته بودند، طی جشن و مراسمی، به امامت منصوب شد و نماز جمعه مرحوم ارباب مجدداً به اتاقی در منزل خودشان انتقال یافت. مدتی گذشت تا توانستیم مرحوم ارباب را برای اقامه نماز به مسجد گورتان ببریم که دهکده یی در غرب اصفهان نزدیک منارجنبان است. مدتی چنین گذشت تا این که آن مرحوم به دلیل نابینایی خانه‌نشین شد و نماز جمعه به همت حاج عباس لاهیجی در انبار چوب‌فروشی برگزار می‌شد ولی مخالفین نماز جمعه ساکت ننشستند و نامه یی به رئیس شهربانی وقت نوشتند که فلانی زیر پوشش نماز جمعه چریک تربیت می‌کند و این اقدامات موجب شد که سازمان امنیت آن وقت از اقامه نماز جمعه در آن محل ممانعت کند و از آن تاریخ به بعد یعنی از سال ۱۳۵۴، نماز جمعه به صورت سیار در منازل اشخاص درآمد.»

## حاج آقا رحیم ارباب و علامه غروی
حاج آقا رحیم ارباب و سید محمد جواد غروی جلسات و مباحثه‌های فراوانی داشتند از جمله می‌توان به جلسه تاریخی که روحانیون صاحب نام اصفهان و عده یی از بازاریان این شهر، در محضر حاج آقا رحیم ارباب داشتند اشاره کرد که دربارهٔ چگونگی معراج پیامبر به بحث نشستند تا ابهامات پیش آمده را مرتفع سازند. «من شهادت می‌دهم آقای غروی شیعه خالص، سید، اهل عربیت، من یک عمر است با ایشان بودم، با شما بودم، با ایشان بودم، همین‌طور که عرض می‌کنم، من این است که می‌گویم، میانه خود و خدا، آقای غروی پاک، شیعه خالص، سید، عالم، حدیث درست خوان» این جملاتی است که حکیم ارباب در حمایت از سید محمد جواد غروی در جلسه یی در منزل خودشان بیان می‌کنند، بحث معراج است و تفاوت درک عقول برای فهمیدن آن. سنخیت بین معرفت الهی حکیم ارباب و سید محمد جواد غروی، علت انضمام این دو به یکدیگر و حمایتهای پیوستهٔ حکیم ارباب از سید محمد جواد غروی در برابر ساده اندیشی برخی روحانیون شهر بود. صوت این جلسه در پنج بخش در وب سایت «ارباب حکمت، بر کرانه حکمت» موجود است.